# Siddharthnagar (distrikt)
Siddharthnagar (hindi: सिद्धार्थनगर ज़िला, urdu: سدھارتھ نگر ضلع) er et distrikt i den indiske delstat Uttar Pradesh. Distriktets hovedstad er Navgarh. 

## Demografi
Ved folketællingen i 2011 var dee 2,553,526 indbyggere i distriktet, mod 2,040,085 i 2001. Den urbane befolkning udgør 6,28 % af befolkningen.
Børn i alderen 0 til 6 år udgjorde 18,24 % i 2011 mod 21,32 % i 2001. Antallet af piger i den alder per tusinde drenge er 964 i 2011.